# Церковье (Буда-Кошелёвский район)
Церковье (бел. Царкоўе; с 30 июля 1964 года по 20 июля 2010 года — Совхозная, бел. Саўгасная) — деревня в Николаевском сельсовете Буда-Кошелёвского района Гомельской области Беларуси.

## География

### Расположение
В 35 км на север от районного центра, 26 км от железнодорожной станции Салтановка (на линии Жлобин — Гомель), 80 км от Гомеля.

### Гидрография
На восточной окраине река Дулепа (приток — река Чечёра).

## Транспортная сеть
Транспортные связи по просёлочной дороге, затем по шоссе Довск — Гомель. Планировка состоит из прямолинейной меридиональной улицы, к которой на востоке присоединяется прямолинейная улица, ориентированная с юго-запада на северо-восток, на юге — ещё одна улица. Застройка двусторонняя, преимущественно деревянными домами усадебного типа. В 1987 году построены кирпичные дома на 50 квартир, в которых разместились переселенцы из загрязнённых радиацией мест после Чернобыльской катастрофы.

## История
По письменным источникам известна с начала XIX века как деревня в Рогачёвском уезде Могилёвской губернии. В 1842 году помещик владел в деревне 105 десятинами земли. В 1848 году имелась Рождества-Богородицкая церковь. Ежегодно летом проводилась ярмарка, на котором в 1861 году было предложена для продажи товаров на 1500 рублей. Помещица Турчанинова владела в 1875 году 835 десятинами земли, винокурней, 2 водяными мельницами и сукновальней. По статистическим сведениям 1886 года — деревня Церковье (она же Церковье Московское), работали: ветряная мельница, водяная мельница. По переписи 1897 года находились: в селе, церковно-приходская школа, хлебозапасный магазин, трактир, раз в год проводилась ярмарка, в фольварке — водяная мельница. В 1909 году в Меркуловичской волости Рогачёвского уезда.
В 1930 году организован колхоз «Путь Октября», работала кузница. Во время Великой Отечественной войны оккупанты сожгли 24 двора и убили 33 жителя. За военные годы погибли 120 жителей. В 1959 году центр совхоза «Чечёра». Лесопилка, мельница, швейная мастерская, средняя школа, Дом культуры, библиотека, фельдшерско-акушерский пункт, детский сад, отделение связи, столовая, магазин.

## Население

### Численность
- 2018 год — 268 жителей.

### Динамика
- 1819 год — 19 дворов 41 житель.
- 1848 год — 42 двора.
- 1886 год — 57 дворов, 455 жителей.
- 1897 год — 89 дворов, 704 жителя; в фольварке — 2 двора, 6 жителей (согласно переписи).
- 1909 год — 102 двора, 618 жителей.
- 1940 год — 132 двора, 387 жителей.
- 1959 год — 568 жителей (согласно переписи).
- 2004 год — 163 хозяйства, 434 жителя.

## Достопримечательность
- Воинское захоронение погибших в период Великой Отечественной войны